# Judeo-portugisiska
Judeo-portugisiska är ett utdött judiskt språk, av den romanska språkfamiljen, som förr talades i judiska samhällen i Portugal men senare också i Amsterdam och London. Språket började dö ut på 1850-talet då statliga skolsystem börjades introduceras. Snart efter det användes språket endast hemma och också där ganska sällan.
| Judeo-portugisiska | Hebreiska | Svenska        |
| ------------------ | --------- | -------------- |
| jesiba             | yeshiva   | religiös skola |
| ros                | rosh      | huvud          |
| queila             | kehila    | församling     |

Källa: